# Baños de Agua Santa
Baños de Agua Santa este un oraș din estul provinciei Tungurahua, Ecuador.